# Дудченко, Алексей Николаевич
Алексей Николаевич Дудченко (род. 1984) — многократный чемпион мира и Европы по спортивной акробатике, Заслуженный мастер спорта России.
Президент общественной организации «Федерации спортивной акробатики Ростовской области», член Исполкома «Федерации спортивной акробатики России», президент Ростовского областного студенческого волонтерского движения «Молодёжная спортивная лига», член общественного Совета «При уполномоченном по правам ребенка в Ростовской области».

## Биография
Родился 17 декабря 1984 года.
Окончил Ростовский государственный строительный университет.
Действующий спортсмен в первом составе сборной России по спортивной акробатике, капитан сборной. Тренер-преподаватель по спортивной акробатике. Вице-президент федерации спортивной акробатики Ростовской области.
Активный общественный деятель: участник многочисленных мероприятий, посвященных различным празднованиям и юбилеям; деятель в студенческих кругах, постановщик уникальных акробатических трюков в танцевальных и спортивных коллективах.
Участник эстафеты олимпийского огня в Ростове-на-Дону.

## Достижения
- Чемпион Мира 2006, 2008, 2010, 2012 и 2014 годов.
- Чемпион Европы 2007, 2009, 2010 и 2013 годов.
- Чемпион Финала Кубка Мира 2007 и 2009 годов.
- Серебряный призёр Всемирных игр 2009 года и победитель Всемирных игр 2013 года.
- Лучший спортсмен г. Ростова-на-Дону 2007 и 2008 годов.

## Награды
- Лауреат премии главы Администрации Ростовской области «За большие успехи в спорте».
- Награждён значком «Спортсмен мирового класса» мировой федерации гимнастики.
- Награждён многими грамотами РГСУ «За личный вклад в развитие физической культуры и спорта Ростовского государственного строительного университета».